# تمبیلیگالا اوداگاما
تمبیلیگالا اوداگاما (به لاتین: Tembiligala Udagama) یک منطقهٔ مسکونی در سری‌لانکا است که در استان مرکزی (سری‌لانکا) واقع شده‌است.